# Sigaczi
Sigaczi (ros. Сигачи) – wieś (dieriewnia) w Rosji, w Czuwaszji, w rejonie batyriewskim. W 2010 liczyła 603 mieszkańców.